# 百年戦記 ユーロ・ヒストリア
『百年戦記 ユーロ・ヒストリア』（ひゃくねんせんき ユーロ・ヒストリア）は、カプコンが開発運営していたブラウザゲーム。中世ヨーロッパの百年戦争を基にしている。2017年3月30日サービス終了。

## 概要
プレイヤーは領主となって、英雄を集めて育成し、戦闘や内政をおこなうシミュレーションゲームである。
中世ヨーロッパをモデルとした架空の世界「ユーロ大陸」が舞台となっており、プレイヤーは傭兵から名乗りを上げた領主として、イングランド王国とフランス王国が対立する百年戦争へ参戦する。

## 音楽

### 主題歌
「Over the Limits」
作詞 - atsuko / 作曲 - atsuko・KATSU / 歌 - angela
オリジナルアルバム「ソラノコエ」収録曲。
「over the limits〈EURO HISTORIA〉」
作詞 - atsuko / 作曲 - atsuko・KATSU / 歌 - angela
ベストアルバム「宝箱2 -TREASURE BOX II-」の初回限定盤/通常盤とBlu-ray Disc Music「宝箱と宝箱2が入ったブルーレイで聞くやつ」収録曲。「Over the Limits」をアレンジしたテーマソング。初回プレス盤に英雄「atsuko」と英雄「KATSU」などがもらえるシリアルコードを封入。

### BGM
アレンジは光田康典と桐岡麻季が担当している。

## コラボレーション
本作ではコラボレーション企画として他作品のキャラクターが英雄として登場したり、イベントクエストが発生する。
- 『エルシャダイ』 - イーノック、ルシフェル
- 『魔界村』 - アーサー
- 『電撃文庫』 - ホロ、シャナ、ビリーナ、ルクレツィア、ルドヴィカ、ウル・フェネシス
- 『モンスターハンター フロンティアG』 - ディオレックス
- 『デビルメイクライ3』 - ダンテ
- 『別冊少年マガジン』 - リュカ、ジャンヌ、ルカ

## 関連商品

### 漫画
百年戦記ユーロ・ヒストリア
『別冊少年マガジン』2014年5月号から2015年3月号まで連載。作者は九部利久。ストーリーは完全オリジナルであり、登場人物も大半がオリジナルキャラクターとなっている。
2014年10月9日にコミック発売記念イベントクエストが配信され、リュカ（声 - 小野友樹）、ジャンヌ（声 - 冨岡美沙子）、ルカ（声 - 杉山滋美）が英雄として登場した。

### サウンドトラック
百年戦記 ユーロ・ヒストリア オリジナル・サウンドトラック
2014年5月28日発売。発行元はティームエンタテインメント。販売元はソニー・ミュージック ディストリビューション。BGM28曲を収録。初回限定特典として、CDオリジナル英雄「タンホイザー」が入手できるシリアルコードを封入。